# هنري شنايدر
هنري شنايدر (بالفرنسية: Henri Schneider)‏ هو شخصية أعمال وسياسي فرنسي، ولد في 10 ديسمبر 1840 في فرنسا، وتوفي في 17 ديسمبر 1898 في باريس في فرنسا. حزبياً، نشط في Boulangism ‏.

## مناصب
- انتخب  (1886 – 1897).
- انتخب  (1876 – 1898).
- انتخب Mayor of Le Creusot ‏ (1871 – 1896).
- انتخب  (22 سبتمبر 1889 – 31 مايو 1898).